# Distretto di Ajka
Il distretto di Ajka (in ungherese Ajkai járás) è un distretto dell'Ungheria, situato nella provincia di Veszprém.